# Shamrock Bowl Conference 2015
La Shamrock Bowl Conference 2015 è stata la 29ª edizione del campionato irlandese di football americano di primo livello, organizzato dalla IAFL.

## Squadre partecipanti
| Club                      | Città         | Stadio | Sponsor ufficiale | Risultato nella stagione 2014 |
| ------------------------- | ------------- | ------ | ----------------- | ----------------------------- |
| Belfast Trojans           | Belfast       |        |                   |                               |
| Carrickfergus Knights     | Carrickfergus |        |                   |                               |
| Craigavon Cowboys         | Portadown     |        |                   |                               |
| Dublin Rebels             | Dublino       |        |                   |                               |
| North Kildare Reapers     | Kilcock       |        |                   |                               |
| South Dublin Panthers     | Lucan         |        |                   |                               |
| Trinity College           | Dublino       |        |                   |                               |
| University College Dublin | Dublino       |        |                   |                               |
| UL Vikings                | Limerick      |        |                   |                               |
| West Dublin Rhinos        | Dublino       |        |                   |                               |

## Stagione regolare

### Calendario

#### 1ª giornata
| Limerick 8 marzo 2015, ore 13:00 | UL Vikings | 14 – 0 | Trinity College | UL Sports Grounds |

#### 2ª giornata
| Dublino 15 marzo 2015, ore 13:00 | South Dublin Panthers | 9 – 33 | Belfast Trojans | Westmanstown Sports and Conference Centre |

| Kilcock 15 marzo 2015, ore 13:00 | North Kildare Reapers | 12 – 0 | West Dublin Rhinos | North Kildare Sports Club |

| Belfield 15 marzo 2015, ore 13:00 | University College Dublin | 6 – 17 | UL Vikings | UCD Sports Grounds |

#### 3ª giornata
| Portadown 22 marzo 2015, ore 13:00 | Craigavon Cowboys | 12 – 34 | Carrickfergus Knights | Chambers Park |

| Killiney 22 marzo 2015, ore 14:00 | Dublin Rebels | 28 – 29 | Trinity College | Kilbogget Park |

#### 4ª giornata
| Kilcock 29 marzo 2015, ore 13:00 | North Kildare Reapers | 0 – 36 | Belfast Trojans | North Kildare Sports Club |

| Santry 29 marzo 2015, ore 13:00 | Trinity College | 7 – 2 | South Dublin Panthers | Trinity Sports Grounds |

| Belfield 29 marzo 2015, ore 13:00 | University College Dublin | 13 – 12 | Dublin Rebels | UCD Bowl |

| Castleknock 29 marzo 2015, ore 14:00 | West Dublin Rhinos | 6 – 41 | UL Vikings | Castleknock College |

#### 5ª giornata
| Killiney 12 aprile 2015, ore 13:00 | Dublin Rebels | 18 – 8 | Craigavon Cowboys | Kilbogget Park |

| Limerick 12 aprile 2015, ore 13:00 | UL Vikings | 18 – 0 | North Kildare Reapers | UL Sports Grounds |

| Carrickfergus 12 aprile 2015, ore 14:00 | Carrickfergus Knights | 0 – 21 | South Dublin Panthers | Carrickfergus RFC |

#### 6ª giornata
| Belfield 19 aprile 2015, ore 14:00 | University College Dublin | 13 – 0 | West Dublin Rhinos | UCD Bowl |

#### 7ª giornata
| Carrickfergus 26 aprile 2015, ore 14:00 | Carrickfergus Knights | 6 – 27 | Belfast Trojans | Carrickfergus RFC |

| Portadown 26 aprile 2015, ore 14:00 | Craigavon Cowboys | 28 – 0 | West Dublin Rhinos | Chambers Park |

| Dublino 26 aprile 2015, ore 14:00 | South Dublin Panthers | 6 – 15 | Dublin Rebels | Westmanstown Sports and Conference Centre |

| Limerick 26 aprile 2015, ore 14:00 | UL Vikings | 13 – 12 | University College Dublin | UL Sports Grounds |

#### 8ª giornata
| Kilcock 3 maggio 2015, ore 14:00 | North Kildare Reapers | 13 – 12 | Craigavon Cowboys | North Kildare Sports Club |

#### 9ª giornata
| Belfast 9 maggio 2015, ore 14:00 | Belfast Trojans | 43 – 8 | Dublin Rebels | Deramore Park |

#### 10ª giornata
| Belfast 17 maggio 2015, ore 13:00 | Belfast Trojans | 57 – 0 | Carrickfergus Knights | Deramore Park |

| Castleknock 17 maggio 2015, ore 14:00 | West Dublin Rhinos | 0 – 5 | North Kildare Reapers | Castleknock College |

| Portadown 17 maggio 2015, ore 14:00 | Craigavon Cowboys | 20 – 14 | South Dublin Panthers | Chambers Park |

#### 11ª giornata
| Dublino 24 maggio 2015, ore 14:00 | Trinity College | 22 – 3 | UL Vikings | ALSAA Sports Centre |

#### 12ª giornata
| Dublino 31 maggio 2015, ore 14:00 | Trinity College | 34 – 3 | North Kildare Reapers | ALSAA Sports Centre |

| Castleknock 31 maggio 2015, ore 14:00 | West Dublin Rhinos | 13 – 12 | Carrickfergus Knights | Castleknock College |

| Portadown 31 maggio 2015, ore 14:00 | Craigavon Cowboys | 0 – 48 | Belfast Trojans | Chambers Park |

| Dublino 31 maggio 2015, ore 14:00 | South Dublin Panthers | 15 – 8 | University College Dublin | Westmanstown Sports and Conference Centre |

#### 13ª giornata
| Corbally 7 giugno 2015, ore 14:00 | UL Vikings | 14 – 21 | Dublin Rebels | St Munchin's College |

#### 14ª giornata
| Belfast 14 giugno 2015, ore 13:00 | Belfast Trojans | 49 – 0 | West Dublin Rhinos | Deramore Park |

| Carrickfergus 14 giugno 2015, ore 14:00 | Carrickfergus Knights | 22 – 23 | Craigavon Cowboys | Carrickfergus RFC |

| Belfield 14 giugno 2015, ore 14:00 | University College Dublin | 14 – 23 | Trinity College | UCD Bowl |

#### 15ª giornata
| Dublino 21 giugno 2015, ore 14:00 | South Dublin Panthers | 0 – 56 | UL Vikings | Westmanstown Sports and Conference Centre |

| Kilcock 21 giugno 2015, ore 14:00 | North Kildare Reapers | 0 – 48 | University College Dublin | North Kildare Sports Club |

| Killiney 21 giugno 2015, ore 14:00 | Dublin Rebels | 28 – 13 | Carrickfergus Knights | Kilbogget Park |

#### 16ª giornata
| Castleknock 28 giugno 2015, ore 14:00 | West Dublin Rhinos | 7 – 42 | Trinity College | Castleknock College |

#### 17ª giornata
| Carrickfergus 4 luglio 2015, ore 13:00 | Carrickfergus Knights | 39 – 0 | North Kildare Reapers | Carrickfergus RFC |

| Carrickfergus 4 luglio 2015, ore 17:00 | Belfast Trojans | 56 – 8 | Craigavon Cowboys | Carrickfergus RFC |

| Donnybrook 4 luglio 2015, ore 17:00 | Dublin Rebels | 38 – 6 | South Dublin Panthers | Stadio di Donnybrook |

| Belfield 5 luglio 2015, ore 14:00 | Trinity College | 45 – 21 | University College Dublin | UCD Bowl |

### Classifica
Le classifiche della regular season sono le seguenti.
- PCT = percentuale di vittorie, G = partite giocate, V = partite vinte,  P = partite perse, PF = punti fatti, PS = punti subiti

#### SBC North
| Pos. | Squadra               | PCT   | G | V | N | P | PF  | PS  |
| ---- | --------------------- | ----- | - | - | - | - | --- | --- |
| 1    | Belfast Trojans       | 1.000 | 8 | 8 | 0 | 0 | 349 | 31  |
| 2    | Dublin Rebels         | .625  | 8 | 5 | 0 | 3 | 168 | 132 |
| 3    | Craigavon Cowboys     | .625  | 8 | 3 | 0 | 5 | 111 | 205 |
| 4    | Carrickfergus Knights | .250  | 8 | 2 | 0 | 6 | 127 | 181 |
| 5    | South Dublin Panthers | .250  | 8 | 2 | 0 | 6 | 72  | 177 |

#### SBC South
| Pos. | Squadra                   | PCT  | G | V | N | P | PF  | PS  |
| ---- | ------------------------- | ---- | - | - | - | - | --- | --- |
| 1    | Trinity College           | .875 | 8 | 7 | 0 | 1 | 205 | 92  |
| 2    | UL Vikings                | 750  | 8 | 6 | 0 | 2 | 176 | 67  |
| 3    | University College Dublin | .375 | 8 | 3 | 0 | 5 | 135 | 125 |
| 4    | North Kildare Reapers     | .375 | 8 | 3 | 0 | 5 | 33  | 190 |
| 5    | West Dublin Rhinos        | .125 | 8 | 1 | 0 | 7 | 26  | 202 |

## Playoff

### Tabellone
|  | Wild Card | Wild Card                 | Wild Card       |                 |                 | Semifinali      | Semifinali      | Semifinali |  |  | XXIX Shamrock Bowl | XXIX Shamrock Bowl | XXIX Shamrock Bowl |  |
|  |           |                           |                 |                 |                 |                 |                 |            |  |  |                    |                    |                    |  |
|  |           |                           |                 |                 |                 | 1N              | Belfast Trojans | 10         |  |  |                    |                    |                    |  |
|  |           |                           |                 |                 |                 | 1N              | Belfast Trojans | 10         |  |  |                    |                    |                    |  |
|  |           |                           |                 | UL Vikings      | 0               |                 |                 |            |  |  |                    |                    |                    |  |
|  | 2S        | UL Vikings                | 20              | UL Vikings      | 0               |                 |                 |            |  |  |                    |                    |                    |  |
|  | 2S        | UL Vikings                | 20              |                 |                 |                 |                 |            |  |  |                    |                    |                    |  |
|  | 3S        | University College Dublin | 12              |                 |                 |                 |                 |            |  |  |                    |                    |                    |  |
|  | 3S        | University College Dublin | 12              |                 | Belfast Trojans | Belfast Trojans | 28              |            |  |  |                    |                    |                    |  |
|  |           |                           |                 |                 |                 |                 |                 |            |  |  |                    |                    |                    |  |
|  |           |                           | Trinity College | Trinity College | 14              |                 |                 |            |  |  |                    |                    |                    |  |
|  |           |                           |                 | Trinity College | 14              |                 |                 |            |  |  |                    |                    |                    |  |
|  |           |                           |                 |                 |                 |                 |                 |            |  |  |                    |                    |                    |  |
|  |           |                           |                 |                 |                 |                 |                 |            |  |  |                    |                    |                    |  |
|  |           | 1S                        | Trinity College | 22              |                 |                 |                 |            |  |  |                    |                    |                    |  |
|  |           |                           |                 | 22              |                 |                 |                 |            |  |  |                    |                    |                    |  |
|  |           |                           |                 | Dublin Rebels   | 0               |                 |                 |            |  |  |                    |                    |                    |  |
|  | 2N        | Dublin Rebels             | 62              | Dublin Rebels   | 0               |                 |                 |            |  |  |                    |                    |                    |  |
|  | 2N        | Dublin Rebels             | 62              |                 |                 |                 |                 |            |  |  |                    |                    |                    |  |
|  | 3N        | Craigavon Cowboys         | 19              |                 |                 |                 |                 |            |  |  |                    |                    |                    |  |

### Wild Card
| 19 luglio 2015 | Dublin Rebels | 62 – 19 | Craigavon Cowboys |  |

| 19 luglio 2015 | UL Vikings | 20 – 12 | University College Dublin |  |

### Semifinali
| Belfast 26 luglio 2015, ore 13:00 | Trinity College | 22 – 0 | Dublin Rebels | Deramore Park |

| Belfast 26 luglio 2015, ore 16:00 | Belfast Trojans | 10 – 0 | UL Vikings | Deramore Park |

### XXIX Shamrock Bowl
| Dublino 9 agosto 2015, ore 15:00 | Belfast Trojans | 28 – 14 | Trinity College | Dalymount Park |

## Verdetti
- Belfast Trojans Campioni dell'Irlanda 2015